# Enchytraeus thomasi
Enchytraeus thomasi é uma espécie de anelídeo pertencente à família Enchytraeidae.
A autoridade científica da espécie é Rodriguez & Giani, tendo sido descrita no ano de 1986.
Trata-se de uma espécie presente no território português, incluindo a sua zona económica exclusiva.